# Liste der Monuments historiques in Jard-sur-Mer
Die Liste der Monuments historiques in Jard-sur-Mer führt die Monuments historiques in der französischen Gemeinde Jard-sur-Mer auf.

## Liste der Bauwerke
| Bezeichnung                   | Beschreibung              | Standort | Kennzeichnung | Schutzstatus | Datum | Bild           |
| ----------------------------- | ------------------------- | -------- | ------------- | ------------ | ----- | -------------- |
| Abtei Notre-Dame de Lieu-Dieu | Erbaut im 12. Jahrhundert | (Lage)   | PA00110149    | Inscrit      | 1927  | weitere Bilder |
| Kirche Ste-Radégonde          |                           | (Lage)   | PA00110150    | Classé       | 1947  | weitere Bilder |

## Liste der Objekte

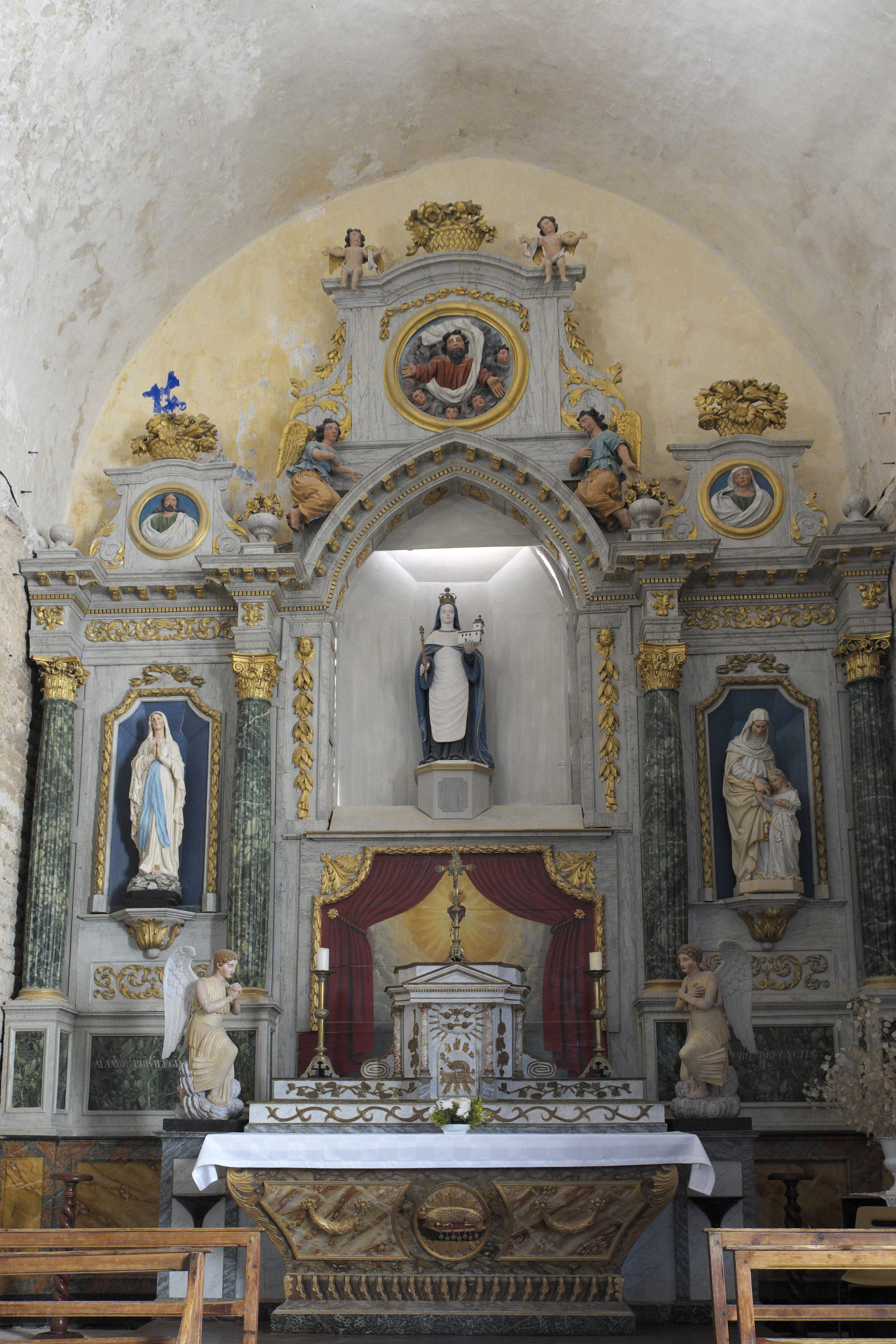
Hauptaltar in der Kirche Ste-Radegonde

- Monuments historiques (Objekte) in Jard-sur-Mer in der Base Palissy des französischen Kultusministeriums